# Odlat kött
Odlat kött, konstgjort kött eller in vitro-kött (även syntetiskt och laboratorieodlat kött) kallas köttprodukter framställda på syntetisk väg genom odling av muskelceller, som därmed inte har sitt ursprung i något levande djur.
Det är identiskt med naturligt kött och ska inte förväxlas med substitut som "sojakött" som smakar annorlunda. Priset har redan sjunkit till under 100 kronor för en hamburgare, att jämföra med en miljon dollar för den första hamburgaren.[källa behövs]
Det pågår flera forskningsprojekt för att framställa syntetiskt kött i laboratorier, men ännu finns ingen färdig produkt att tillgå kommersiellt.
Det första odlade köttet har även ätits i England. Det ska ha smakat bättre än förväntat. Man hoppas på att det 2023-2033 ska finnas tillgängligt i butik.[källa behövs]